# Turmhügel Rasch
Der Turmhügel Rasch  ist eine abgegangene Spornburg vom Typus einer Turmhügelburg (Motte) in dem gleichnamigen Gemeindeteil Rasch der niederbayerischen Gemeinde Mengkofen im Landkreis Dingolfing-Landau. 
Er liegt ca. 350 m östlich von Rasch und 550 m westlich von Mauka. Er wird als Bodendenkmal unter der Aktennummer D-2-7340-0003 im Bayernatlas als „Turmhügel des Mittelalters“ geführt.

## Beschreibung
Der Turmhügel liegt im Rascher Holz oberhalb des sogenannten Raschgrabens, eines kleinen Gewässers, das nach 1,2 km im Norden  in die Aiterach mündet. An dem steil abfallenden Ostabhang liegt auf einer spornartig nach Westen gerichteten Bergnase ein steil geböschter Kegel. Dieser ist mitsamt der Spornnase durch zwei parallel gebogene Grabenzüge vom weiter nach Osten ansteigenden Hinterland getrennt. Der zwischen den Gräben verbliebene Grabenaushub bildet eine Geländerippe und ergibt einen Wall, der vom Burgkegel nur geringfügig überragt wird. Der äußere Rand des Außengrabens trägt im höchsten Bereich die Reste eines Randwalles. Der gut abgeriegelte Burgkegel erhebt sich um ca. 5 m über die Grabensohle. Das Plateau wird von einem rezenten und bis an den Rand reichenden 3 m tiefen Krater von fast 20 m Durchmesser ausgefüllt, von dem eine breite Rinne mit randlichem Schuttwall nach Nordwesten ins Tal führt; offenbar wurde hier auf dem Bergkegel gefundenes Material abtransportiert. Bruchstücke von Dachziegeln wurden gefunden. 
Ob hier ein Wacht- und Kontrollturm oder ein Ministerialensitz bestand, ist ungeklärt.